# (17154) 1999 JS121
A (17154) 1999 JS121 a Naprendszer kisbolygóövében található aszteroida. A LINEAR projekt keretében fedezték fel 1999. május 13-án.